# Earnest Hooton
Earnest Albert Hooton, född 20 november 1887, död 3 maj 1954, var en amerikansk antropolog.
Earnest Hooton blev biträdande professor i antropologi 1921, associate professor 1927 och ordinarie professor 1930, allt vid Harvard University. Genom antropologiska mätningar av ett stort antal fångar och en kontrollgrupp ansågs sig Hooton kunna fastställa, att det fanns ett samband mellan vissa fysiska drag hos förbrytaren och arten av brottet, varför han delvis accepterade Cesare Lombrosos teorier. Hans huvudarbete The American criminal, 1 (1939) utgavs även i en populärvetenskaplig framställning, Crime and the man (1939). Vidare behandlade han människosläktets utveckling, bland annat i Up from the ape (1931, reviderad utgåva 1946) och Why men behave like apes and vice versa (1940, svensk översättning 1945).